# Métouia
Métouia (arab.: المطوية Al Matwiya) ist eine tunesische Stadt im Gouvernement Gabès mit 9.946 Einwohnern (Stand: 2004).

## Geographie
Südlich von Métouia befindet sich die Stadt Gabès. Die Stadt befindet sich direkt an der Küste zur Bucht Golf von Gabès im Osten Tunesiens.

## Politik

### Städtepartnerschaften
Métouia unterhält mit folgenden Städten eine Partnerschaft:
- Gausson

## Söhne und Töchter der Stadt

### In Métouia geboren
- Omar Ben Salem (* 1932), Schriftsteller
- Sadok Rabah (* 1948), Politiker

### Mit Métouia verbunden
- Änis Ben-Hatira (* 1988), Fußballspieler
- Souad Abderrahim (* 1964), Politikerin, Bürgermeisterin von Tunis

## Kultur

### Sport
In Métouian gibt es zwei Fußballteams: The Métouian Sport Union und The Métouian Athletic Youth mit Sitz in Tunis.